# Die Andere (1949)
Die Andere ist ein deutsches Filmmelodram aus dem Jahre 1949 von Alfred E. Sistig über einen Mann zwischen zwei Frauen. Die Hauptrollen spielen Lotte Koch, Wolfgang Lukschy und Dagmar Altrichter. Die Geschichte basiert auf einer Novelle von Renate Uhl.

## Handlung
Dr. Rainer Litten ist ein angesehener, glücklich verheirateter Chemiker, der gerade an einer bedeutenden Erfindung forscht. Auch seine Berufskollegin Dr. Karin Mittelstädt forscht auf diesem Gebiet, sodass beide zwangsläufig in ihrem Bereich eng zusammenarbeiten. Dabei entsteht erwartungsgemäß eine große Nähe zwischen den beiden Wissenschaftlern, die bald, so vermutet Rainers Ehefrau Eva, über das Maß beruflicher Kooperation hinausgeht. Tatsächlich entwickelt Karin mehr als nur Sympathie für ihren Kollegen, sodass Eva ernsthafte Sorgen bezüglich ihrer Ehe und Zweifel bezüglich der Treue ihres Gatten hegt.
Eva erwägt sogar, notfalls ihren Gatten ziehen zu lassen, sollte er etwas für Karin Mittelstädt empfinden. Daraufhin beschließt Rainers Vater, Prof. Eckbert Litten, einzugreifen und sucht ein klärendes Gespräch mit der mutmaßlichen Rivalin seiner Schwiegertochter. Infolgedessen kommt es endlich zu tiefgehenden Aussprache zwischen den beiden Chemikerkollegen, bei der Karin klar wird, dass Litten seine Frau liebt und nicht verlassen wird. Sie zieht aus dieser Erkenntnis die folgerichtige Konsequenz und geht, während es zwischen den beiden Eheleuten Litten zur Versöhnung kommt. Die Ehe wird weiterhin Bestand haben.

## Produktionsnotizen
Gedreht wurde Die Andere im Winter 1948/49 in Hamburg-Ohlstedt (Atelieraufnahmen) sowie in Hamburg und Umgebung (Außenaufnahmen). Die Uraufführung erfolgte am 2. Mai 1949 in Hamburg, die Berliner Premiere fand am 2. September 1949 im Westen und am 23. September 1949 im Osten der Stadt statt. Bei Die Andere handelt es sich um einen so genannten Austauschfilm Westdeutschland-Ostdeutschland.
George Dahlström war Produktionsleiter. Heilo Verden gestaltete die Filmbauten. Heinz Pehlke assistierte Chefkameramann Bruno Stephan.

## Kritiken
Die Zeit befand in ihrer Analyse: “… „Die Andere“ ist ein Film „aus dem Leben“. Ein ernstes Problem: die Ehe heute. Das Thema: Ein Mann zwischen der Ehefrau und der berufstätigen Kameradin. Aber der Fall ist zu banal und alltäglich vorgetragen, ein Privatissimum in Großaufnahmen. Es fehlt die „Verdichtung“, und man kommt sich als Zuschauer so peinlich indiskret vor. Die Vielbeschäftigtheit des Mannes wird durch sausende Spulen und stampfende Maschinen bildlich. Immerhin ein Experiment, wenn auch kein gelungenes.”
Im Lexikon des Internationalen Films heißt es knapp: „Ansehnliches Liebesdrama.“